# اگستیهال
اگستیهال (به انگلیسی: Agastihal) یک منطقهٔ مسکونی در هند است که در کارناتاکا واقع شده‌است.

## خصوصیات
اگستیهال ۱۶۳ نفر جمعیت دارد.